# Tetagouche River
Der Tetagouche River ist ein etwa 70 km langer Zufluss des Sankt-Lorenz-Golfs in der kanadischen Provinz New Brunswick.

## Flusslauf
Das Quellgebiet des Tetagouche River liegt auf einer Höhe von 460 m, 54 km westlich von Bathurst im Südosten des Restigouche County. Er fließt in östlicher Richtung durch den Nordwesten des Gloucester County. Er mündet schließlich in Bathurst in den Bathurst Harbour, ein Ästuar im Süden der Chaleur-Bucht. 

## Hydrologie
Der Tetagouche River entwässert ein Areal von 363 km². Der mittlere Abfluss beträgt 7,8 m³/s. Im April und Mai führt der Fluss die größte Wassermenge, im Mittel 20,4 bzw. 31,8 m³/s.